# آلکسیوس پنجم
آلکسیوس دوکاس مورتزوفلوس (به یونانی: Ἀλέξιος Δούκας Μούρτζουφλος) با عنوان آلکسیوس پنجم دوکاس یا به‌طور کامل آلکسیوس پنجم دوکاس مورتزوفلوس(به انگلیسی: Alexios V Doukas) (درگذشتهٔ نوامبر ۱۲۰۴) امپراتور روم شرقی (بیزانس) برای مدت کوتاهی در ۱۲۰۴ بود.

## زندگینامه
آلکسیوس دوکاس داماد امپراتور پیشین آلکسیوس سوم آنجلوس بود. او در ۱۲۰۴ رهبری شورشی موفقیت‌آمیز علیه امپراتوران وقت، ایزاک دوم و پسرش آلکسیوس چهارم که به دنبال چهارمین جنگ صلیبی بار دیگر به قدرت بازگشته بودند و توسط صلیبیون حمایت می‌شدند را برعهده گرفت. این شورش در ژانویهٔ ۱۲۰۴ به‌بار نشست، آلکسیوس چهارم و پدرش از قدرت برکنار و زندانی شدند و آلکسیوس دوکاس دوران حکومت ۴ ماههٔ خود را با عنوان آلکسیوس پنجم آغاز نمود. به فرمان او آلکسیوس چهارم را خفه کردند و ایزاک دوم نیز چندی بعد در همان سال در زندان درگذشت.
آلکسیوس پنجم را آخرین امپراتور بیزانس پیش از سرنگونی و نقسیم آن سرزمین به‌دست صلیبیون می‌دانند. او که رهبری گروه‌های ضد لاتین را در قسطنطنیه برعهده داشت، بدهی‌های آلکسیوس چهارم به صلیبیون را انکار نمود و از آنان خواست تا آنجا را ترک نمایند. اما صلیبیون در مقابل اقدام به محاصرهٔ شهر کردند و آلکسیوس پنجم سه روز پس از این محاصره در ۱۲ آوریل ۱۲۰۴ از قسطنطنیه گریخت و به آلکسیوس سوم تبعیدی پیوست. اما آلکسیوس سوم چشمان او را کور نمود.
آلکسیوس پنجم سرانجام در نوامبر ۱۲۰۴ به‌دست صلیبیون اسیر شد. آنها او را به جرم قتل آلکسیوس چهارم به مرگ محکوم کرده، به بالای یکی از ستون‌های قسطنطنیه بردند و با پرت کردنش به پایین او را کشتند.